# Sambi Duwur
Sambi Duwur is een bestuurslaag in het regentschap Sragen van de provincie Midden-Java, Indonesië. Sambi Duwur telt 2687 inwoners (volkstelling 2010).